# Verrès
Verrès es un municipio italiano, situado en el valle de Aosta, que cuenta con 2658 habitantes (2020).

## Evolución demográfica
| Gráfica de evolución demográfica de Verrès entre 1861 y 2001 |
|                                                              |
| Fuente ISTAT - elaboración gráfica de Wikipedia              |

## Lugares de interés
- Castillo de Verrès: del siglo XIV, es uno de los castillos más interesantes del valle de Aosta. Está muy bien conservado y se puede visitar.
- Prevostura de Saint-Gilles (en francés: Prévôté de Saint-Gilles): antigua iglesia que data probablemente del siglo X.

## Transportes

### Aeropuerto
El aeropuerto más cercano es el de Turín.

### Conexiones viales
La conexión vial principal es la autopista A5 Turín-Aosta, que tiene una salida justo en Verrès.

### Conexiones ferroviarias
En Verrès hay una estación de ferrocarril de la línea Turín-Aosta .